# 細雪
《细雪》（日语：／ sasame yuki），是日本作家谷崎润一郎的代表性长篇小说。该小说以1936年（昭和11年）秋季至1941年（昭和16年）春季这一期间的日本大阪的旧时大家族为背景，讲述了一家四姐妹的日常生活中的悲欢离合。该作品也生动地描绘了阪神间现代主义的生活，文中的人物对话都使用大阪话里的船场土话，描绘了大阪上流阶层的生活百态，也蕴含着日本在二战战败前夕的毁灭之美。当时的日本人逐渐开始将工作地点与居住地点相分离，小说中故事的场景主要在居住地的大阪、神户以及工作地船场，也反映了大阪町人文化衰落的过程。

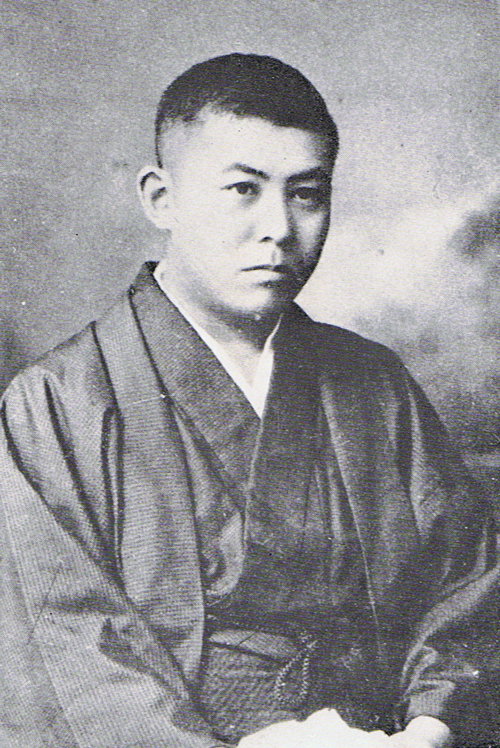
作者谷崎润一郎

这部小说是谷崎润一郎的代表作之一，受到以三岛由纪夫为首的众多作家的推重，成为日本近代文学的经典之作。《细雪》也被推荐给昭和天皇阅读，有一种说法是尽管昭和天皇很少阅读文艺作品，但仍然读完了细雪全文。

## 背景・出版经过
1941年（昭和16年），谷崎在战火中完成了《谷崎润一郎译源氏物语》，从1942年（昭和17年）9月下旬起住在山梨县南都留郡胜山村（现为富士河口湖町胜山）河口湖湖畔的富士View Hotel。这一时期的风景也在细雪下卷中有所描写。

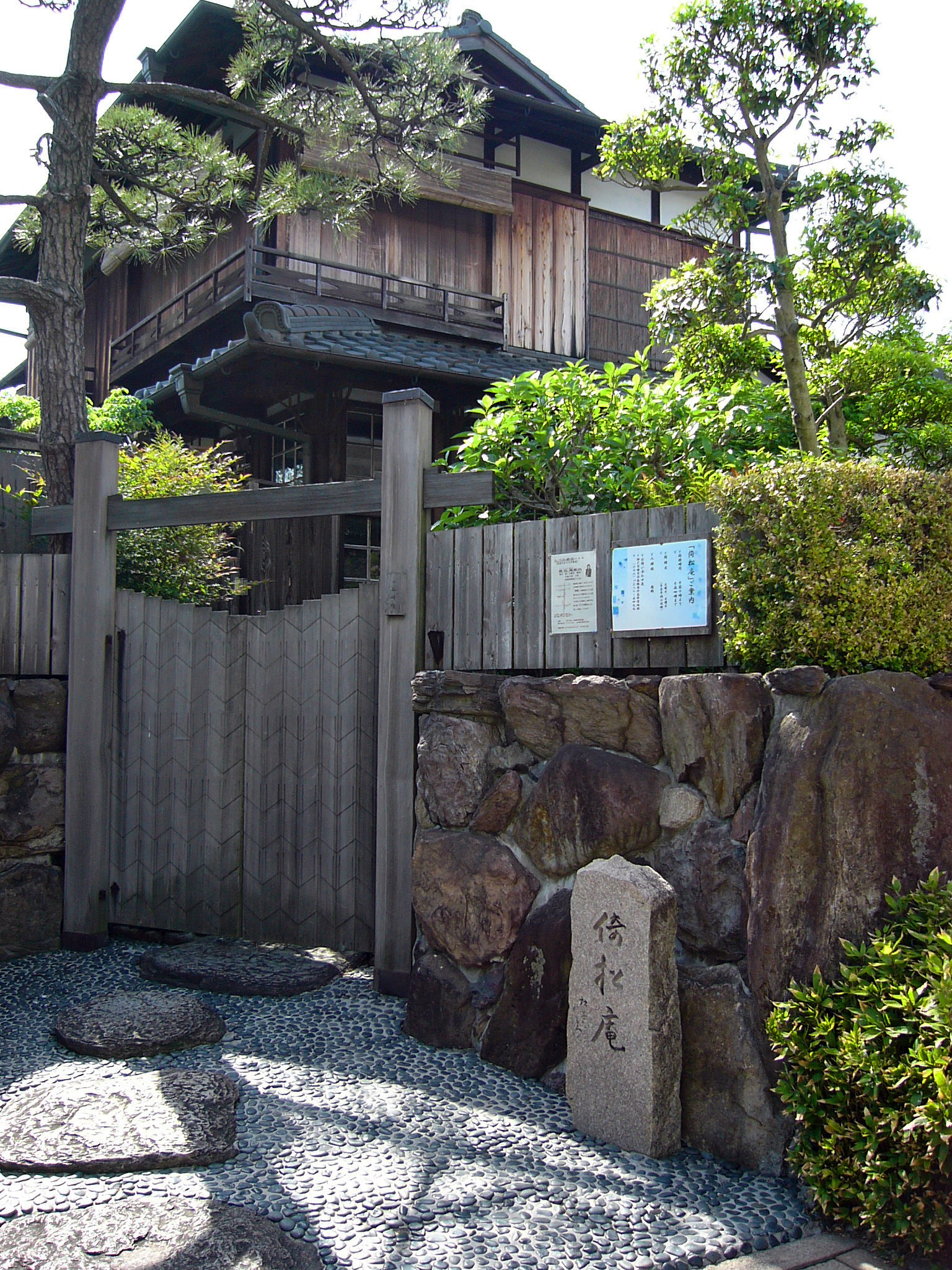
作品诞生地之一——倚松庵

1943年（昭和18年），月刊《中央公论》的1月号和3月号上刊登了《细雪》的第1回和第2回。这部以作者夫人谷崎松子及其他姐妹等四位女性的生活为素材创作的伟大作品却被军部以“内容不适合战时发表”为由，被禁止在杂志的6月号上继续刊登。
尽管如此，谷崎仍然坚持写作，在1944年（昭和19年）7月完成了私人版的上卷，并在亲友圈内小范围公开，但仍然被军部禁止印刷和发行。此后中卷（544页）完成后也依然不能出版。不久战争结束后，谷崎迁至京都鸭川附近居住，并在1948年（昭和23年）完成了整部小说。
战后他再次考虑将作品公开发表，但这次却受到了GHQ的审查，并被迫对文中肯定战争以及批评反法西斯同盟的文字进行了删改后，终于得以出版发行。《细雪》的出版发行经过具体如下：
- 1943年（昭和18年）
  - 上 - 《中央公论》1月号、3月号
- 1944年（昭和19年）
  - 私家版《细雪 上卷》（非卖品）在7月公开。
- 1946年（昭和21年）
  - 《细雪 上卷》在6月由中央公论社出版发行。
- 1947年（昭和22年）
  - 《细雪 中卷》在2月由中央公论社出版发行。
  - 下 - 《婦人公論（日语：妇人公论）》3月号-12月号
- 1948年（昭和23年）
  - 下 - 《妇人公论》1月号-10月号
  - 《细雪 下卷》在12月由中央公论社出版发行。
- 1949年（昭和24年）
  - 《细雪 全卷》在12月由中央公论社出版发行。

《细雪》在出版发行后大获好评，一时间洛阳纸贵，谷崎也因此获得了每日出版文化獎（1947年）和朝日文化奖（1949年）等奖项。
从1950年代起，《细雪》被翻译成英语，在美国出版，此后陆续在各国被翻译出版，至今已翻译成斯洛文尼亚语・德语・意大利语・中文・西班牙语・葡萄牙语・芬兰语・希腊语・法语・塞尔维亚语・俄语・韩语・荷兰语・捷克语・土耳其语等语言文字。
小说中并没写明具体的年份，不过从文中对四季景物的描写以及当时在阪神间造成严重后果的泥石流等内容，可以推测该作品讲述的年代大致在侵华战争爆发前的1936年（昭和11年）秋季到日美交战的1941年（昭和16年）春季为止的数年时间。
《细雪》中故事发生的地点
1. 位于兵库县武库郡住吉村（现为神戸市东滩区）的谷崎故居在NPO法人“谷崎文学友会”和当地居民的大力推动下得以保存，并在1990年（平成2年）因六甲线的建设被迁移保存，现名为“倚松庵（日语：倚松庵）”。
2. 岐阜县不破郡垂井町表佐地区（業平川）在每年的５月下旬到６月中旬期间，是文中“捉萤火虫”的地点。作品中出现的“烂柯亭”后被迁移到同县郡上市保存。

## 小说梗概
小说主要围绕世代生活在大阪船场的没落大家族莳冈家的四姐妹鹤子、幸子、雪子和妙子展开，主要情节与三妹雪子的相亲有关。

### 主要人物
莳冈家
- 鹤子 – 长女、本家夫人，掌管全家族的核心人物
  - 辰雄 - 鹤子的入赘丈夫，银行职员
- 幸子 - 次女、分家夫人　人物原型为谷崎之妻松子。
  - 贞之助 - 幸子的入赘丈夫，会计师
  - 悦子 - 幸子与贞之助之女
- 雪子 - 三女
- 妙子 - 四女

其他
- 井谷 - 幸子等人经常光顾的美容院老板娘
- 奥畑 - 妙子男友，珠宝商家族的三子
- 板仓 - 妙子男友，摄影师
- 三好 - 妙子男友，酒吧调酒师
- 濑越 - 雪子的相亲对象
- 野村 - 雪子的相亲对象
- 澤崎 - 雪子的相亲对象
- 桥寺 - 雪子的相亲对象
- 御牧 - 雪子的相亲对象，子爵家庶子

### 上
莳冈家原本是大阪的上流富裕家族。四姐妹的父亲在鼎盛时期，其财富在大阪也首屈一指，但之后家道中落，在船场的店铺也只能转卖于人。其长房世代住在大阪市区的本家内，长女鹤子的丈夫辰雄是入赘女婿，继承莳冈的家姓，两人养育了4个子女。
二房幸子一家居住在阪神间幽静的郊外芦屋，她的丈夫贞之助也是入赘女婿，继承了莳冈的家姓，两人育有一女，名为悦子。鹤子与幸子下面还有两位未出嫁的妹妹雪子和妙子。两位妹妹在长房与二房之间不时往来居住。
故事以雪子的相亲为开头，一直以来莳冈家自视甚高，拒绝了许多对雪子的婚配介绍，于是渐渐门庭冷落，相亲的人越来越少，导致雪子到30岁还没嫁出去。雪上加霜的是，当地报纸在报道四妹妙子与奥畑私奔的事情时，弄错了姓名，写成了雪子的名字。辰雄向报社要求撤回报道，但报社没有撤回，反而刊登了更正启事，报道了妙子的名字。
这一新闻报道成了莳冈家的奇耻大辱，雪子和妙子两人的名誉都受到了伤害。两个妹妹都不满意辰雄采取的应对办法，加上素来对辰雄刚愎自用的性格不合，于是几乎都长时间住在芦屋的二姐家。私奔报道之后，妙子靠做人偶消磨时间。由于她手艺上佳，制作的人偶在百货商店颇有销路。于是四妹拜托二姐幸子寻找商家合作，并在那里一直以制作人偶度日。
这一期间，井谷向雪子介绍了名叫濑越的男子。由于中介人再三催促，莳冈一家没有充分调查就决定与对方开始非正式的相亲。相见甚欢的双方一度谈得顺利，但最后发现男方母亲患有遗传的精神病，于是不得已拒绝了这门亲事。
数月后，幸子的女校同学阵场夫人也来介绍了一名中年鳏夫野村。幸子一眼就觉得对方老相，犹豫不决，于是要求媒人给她一两个月的考虑时间。结果同一时间，辰雄被任命为东京的银行支店长，被派到东京工作。辰雄一家需要搬迁至东京，于是也通过幸子邀请未婚的两位妹妹一同到东京同住。妙子以忙于制作人偶为借口，选择了留在芦屋，于是雪子只能选择跟着大姐一家去东京暂住。
在东京无所事事的雪子整日无精打采，于是大姐鹤子劝她回大阪住一段时间。幸子也正在考虑如何叫雪子回关西，同时阵场夫人也来信催问做媒之事。尽管两姐妹并不太看好这次相亲，但也正好将它作为借口，带着雪子回大阪。
相亲前不久，因幸子不巧流产，雪子与野村的相亲只能延后，一周后，幸子、贞之助与雪子三人终于和野村会面。一方面幸子也对野村的老相感到吃惊，而丈夫贞之助也觉得野村未对流产后身体欠佳的幸子表示关心而不满。晚饭后，野村招待一家人到家中小坐，并带着客人参观了家中各处，这时候客人看到了野村的亡妻及孩子们的灵位牌。雪子本身对野村的外貌以及经历并无反感，但在参观野村家后突然毫无来由地产生了厌恶之情，于是直言无法与他结婚。拒绝了野村求婚的莳冈家只能再将雪子送回东京。

### 中
妙子终于厌倦了人偶制作，开始醉心于西装裁缝和传统舞蹈上方舞。在芦屋的家中举行的舞蹈表演中，妙子与年轻的摄影师板仓邂逅。两人互生情愫。一月后，板仓在关西的大洪灾中救出了妙子。感动于板仓的勇气，妙子更加对他有了好感。二姐幸子也察觉到了两人之间的感情，但以板仓出身卑微而反对。尽管如此妙子仍决心与板仓结婚。
妙子打算与裁缝的老师一起到法国深造，于是央求姐姐们予以资助。但之后由于老师放弃了赴法学习，妙子也只能到东京请求大姐资助她开一家裁缝店，未果，就因板仓患病而匆匆回到大阪照顾。
板仓因头部乳状突起部的炎症入院治疗，但不幸因手术并发症而去世。板仓之死也打消了二姐幸子对小妹下嫁平民的担忧。

### 下
6月，辰雄的大姐也来与幸子谈为雪子做媒之事。这一次的对象是名古屋的名门望族澤崎家。幸子、雪子、妙子与悦子拜访了辰雄的大姐，并到大垣相亲。这次相亲也不顺利，幸子对对方也没有好印象，而泽崎家首先拒绝了婚事。这也是莳冈家第一次被别人拒绝。
幸子又听说妙子与奥畑再续前缘。两人的交往逐渐公开化，于是贞之助向鹤子报告了此事。鹤子要求妙子到东京来住，但被妙子拒绝，于是两姐妹正式断绝往来。
井谷又来为雪子做媒。这次的对象桥寺很有魅力，但似乎没下定再婚的决心。贞之助带着雪子与桥寺见面，并竭力促成这婚事。但最后还是因为雪子的原因，导致桥寺拒绝了婚事。
此后，幸子得知妙子在奥畑家身患重病。妙子得的是赤痢，且病情日渐严重，姐姐们一方面希望妙子得到好的治疗，但妙子又不想让姐姐们知道她自己在奥畑家。最后妙子进了一家朋友的医院，并慢慢恢复了健康。
同时，幸子得知妙子在与姐姐断绝往来之后一直依靠奥畑生活。另外妙子还与调酒师三好有着千丝万缕的关系。幸子惊讶之余，也认为小妹除了与奥畑结婚，别无他计。妙子身体恢复之后，幸子劝妙子陪同奥畑一起到中国满州去，但妙子并不同意。雪子劝说妙子需要还奥畑的人情，但小妹伤心之余，哭泣着离开，多日未归。结果奥畑也没有去成満州。
井谷打算将经营的美容院转让后赴美定居，并将之告诉给莳冈家。临行前，井谷跟幸子又说了一个相亲的对象。对方45岁，祖上是在明治维新里有功的子爵家。姐妹们到东京见了御牧，并对这个相亲对象非常满意。在东京期间，妙子告诉幸子，自己已经有了三好的骨肉，已有4个月身孕。于是幸子和贞之助安排妙子在有马秘密地生育。
为了保住莳冈家的名声，贞之助只能请求奥畑不要对外宣扬妙子的事情。奥畑以归还当初给妙子花费的钱为条件答应了贞之助的请求，于是贞之助给了他2000日元。最后妙子的孩子是个死胎，两人终于结婚成家。莳冈家也接受了御牧家的求婚，双方确定了婚礼的时间地点，也定好了新居。最后，雪子虽然有了婚礼的衣装，却仍闷闷不乐，在开往东京的列车上也身体不适。

## 同名电影
《细雪》被三度搬上银幕，且每一版中都有当时代表日本电影界的顶级女演员出演。
1950年版电影由新东宝制作上映，阿部丰任导演。四姐妹由新东宝的四名当家花旦高峰秀子、山根寿子、轟夕起子、花井兰子出演。影片投入成本达到了当时破纪录的3800万日元，也用特别拍摄手法展现了洪水等场面。影片最后位列1950年度电影旬报年度十佳影片第9位。
角色及演员
- 妙子：高峰秀子
- 雪子：山根寿子
- 幸子：轟夕起子
- 鹤子：花井蘭子
- 辰雄：伊志井宽
- 贞之助：河津清三郎
- 奥畑：田中春男
- 板仓：田崎润
- 阵场氏：鳥羽陽之助
- 中村哲
- 松尾文人
- 音やん：杉寛
- 野村：小林十九二
- 板仓之父：横山運平
- 阵场夫人：千明みゆき
- 板仓之妹：香川京子
- 悦子：山崎隆子
- 板仓之母：本間文子
- 奥畑之祖母：浦辺粂子
- 御牧：藤田進（特別出演）
- 三好：堀雄二（特別出演）

1959年版本是大映公司制作的，导演是岛耕二。编剧八住利雄以及饰演鹤子的轟夕起子、饰演祖母的浦辺粂子等都是1950年版的剧组成员（但轟以前饰演的是二姐幸子）。上映时的宣传标语是“豪夺三大文学奖的文豪谷崎之不朽名作，以最强大最合适的阵容演出的文艺大片” 。
角色及演员
- 鹤子：轟夕起子
- 幸子：京マチ子
- 雪子：山本富士子
- 妙子：叶順子
- 辰雄：信欣三
- 贞之助：山茶花究
- 奥畑：川崎敬三
- 板仓：根上淳
- 桥本：菅原謙二
- 野村：船越英二
- 奥畑之祖母：浦辺粂子
- 玉置校长：三宅邦子
- 三好：北原義郎
- 阵场氏：春本富士夫
- 阵场夫人：村田知英子
- 光子：川上康子

1983年版电影《细雪》由吉永小百合等主演，也受到了好评。

## 电视剧
- 1957年：日本电视台系／脚本：西村みゆき／主演：坪内美詠子、萬代峯子、谷崎恵美子、清水将夫等
- 1959年：NET（现为朝日电视台）系／脚本：菊田一夫／主演：乙羽信子、浦島千歌子、八千草薫、太刀川洋一等
- 1965年：日本电视台系／脚本：井手俊郎／主演：淡島千景、草笛光子、司葉子、水野久美等
- 1966年：富士电视台系／主演：浦島千歌子、児玉利和、冈田茉莉子、神山繁等
- 1980年：读卖电视台系／导演：田井洋子／主演：島田陽子、新珠三千代、加茂さくら、吉沢京子等
- 2018年：NHK／脚本：蓬莱竜太／导演：源孝志／主演：中山美穂、高冈早紀、伊藤歩、中村ゆり等[10]

## 舞台剧
《细雪》舞台剧在1966年（昭和41年）首演以来，许多知名女演员都饰演过四姐妹。
每次演出时，女演员们穿的华丽和服都成为看点之一。1990年11月的中日剧场公演中，戏服的制作成本高达2亿5000万日元。
2017年明治座的同名舞台剧累计演出场次已达1500场。

## 关联书籍
- （日語）谷崎松子, , 中公文庫, 1979-12, ISBN 978-4122006928
- （日語）谷崎松子, , 中公文庫, 1986-10, ISBN 978-4122013643
- （日語）谷崎松子, , 中央公论社, 1998-10, ISBN 978-4120028434
- （日語）伊吹和子,  , 講談社, 1994-2
- （日語）川本三郎,  , 中央公论新社, 2020-11, ISBN 978-4120053504

## 脚注
1. 1 2 3 4 5  「谷崎润一郎作品案内」（夢ムック 2015，第245-261頁）
2. 1 2 3  「战中から战後へ」（アルバム谷崎 1985，第78-96頁）
3. ↑  「谷崎润一郎年譜」（夢ムック 2015，第262-271頁）
4. ↑  「大谷崎の死をいたむ 世界文学の損失」《日本経済新聞》昭和40年7月30日夕刊7面
5. ↑  NAZLI KAR （页面存档备份，存于） [CAN YAYINLARI]、Esin ESEN訳　2015年12月、ISBN 9789750727221。
6. ↑  島田守家 《ブルーバックス B-922 暴風・台風びっくり小事典 目には見えないスーパー・パワー》（講談社、1992年6月20日）p.68  ISBN 4-06-132922-7
7. ↑  「昭和25年」（80回史 2007，第48-51頁）
8. ↑  「1950年」（85回史 2012，第80-86頁）
9. ↑  「さ行――细雪」（なつかし 1989）
10. ↑  . Sponichi Annex (スポーツニッポン新聞社). 2017-11-09  [2017-11-09]. （原始内容存档于2020-10-25）.
11. ↑  2018年5月1日中日劇場(中日新聞文化芸能局)発行「中日劇場全記録」
12. ↑  . ステージナタリー. 2016-08-02  [2016-08-02]. （原始内容存档于2022-03-22）.

## 关联条目
- 倚松庵
- 芦屋市谷崎润一郎纪念馆
- 大阪府立清水谷高等学校
- 阪神间现代主义
- 夙川
- 播半
- 阪神大洪水 – 作品中出现的洪灾。
- 神户水道- 作品中出现的水路